# Tove Klackenberg
Tove Maria Klackenberg, född  21 september 1956 i Oscars församling i Stockholm, är en svensk författare av kriminalromaner. Hennes problemlösare och huvudperson är åklagaren Svea Lundström Duval.
Klackenberg är född och uppvuxen i Stockholm men numera bosatt i en by i Värmland. Hon har arbetat inom kriminalvården och socialtjänsten och som åklagare i Karlstad. Hon är numera domare i Värmlands tingsrätt i Karlstad, tidigare i Sunne.

## Priser och utmärkelser
- 2002 – Debutant-diplomet för Påtaglig risk att skada